# Kamienica przy ulicy Nowowiejskiej 31B w Krakowie
Kamienica przy ulicy Nowowiejskiej 31B – zabytkowa kamienica znajdująca się w Krakowie, w dzielnicy V przy ulicy Nowowiejskiej, na Nowej Wsi.
Kamienica została wzniesiona w 1935 roku według projektu architekta Tadeusza Źróbka.
Budynek znajduje się w gminnej ewidencji zabytków.